# Williamstown (Nueva York)
Williamstown es un pueblo ubicado en el condado de Oswego en el estado estadounidense de Nueva York. En el año 2000 tenía una población de 1,350 habitantes y una densidad poblacional de 13.5 personas por km².

## Geografía
Williamstown se encuentra ubicado en las coordenadas 43°27′11″N 75°53′59″O / 43.45306, -75.89972.

## Demografía
Según la Oficina del Censo en 2000 los ingresos medios por hogar en la localidad eran de $31,509 y los ingresos medios por familia eran $34,688. Los hombres tenían unos ingresos medios de $32,566 frente a los $21,375 para las mujeres. La renta per cápita para la localidad era de $12,599. Alrededor del 14.2% de la población estaban por debajo del umbral de pobreza.